# Hibernacja naturalna

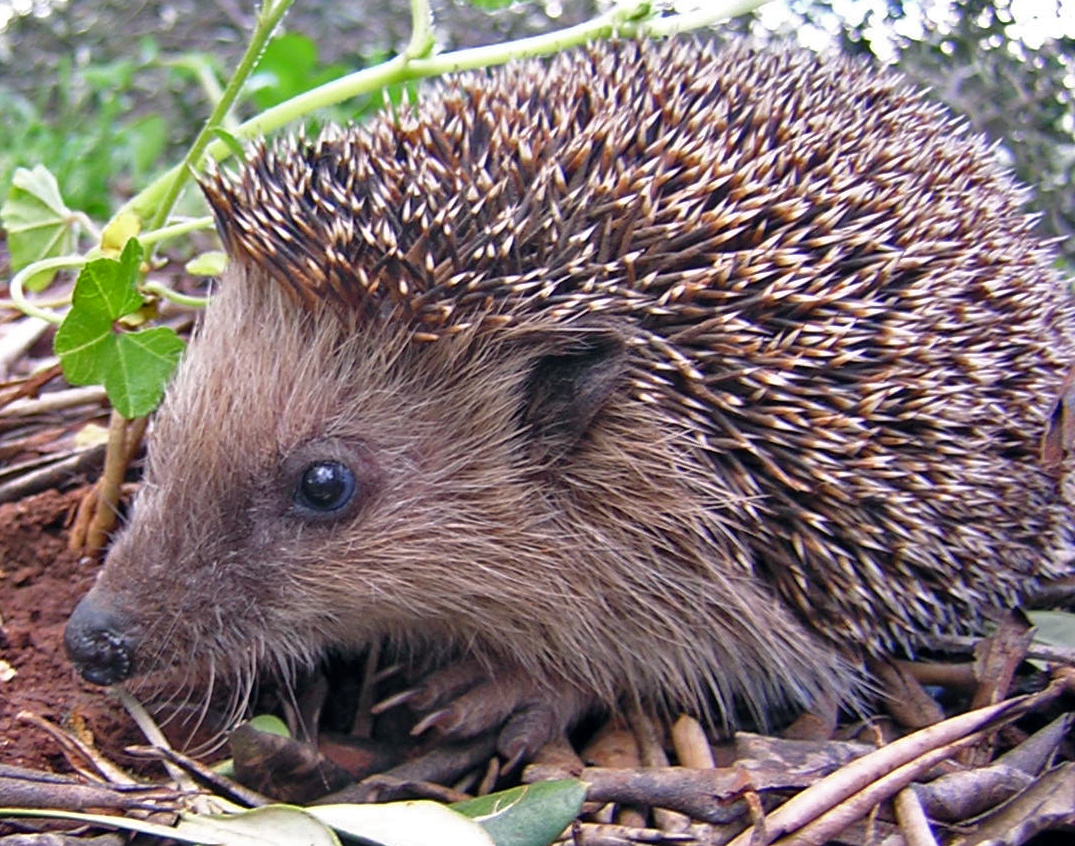
Jeże są hibernatorami obligatoryjnymi

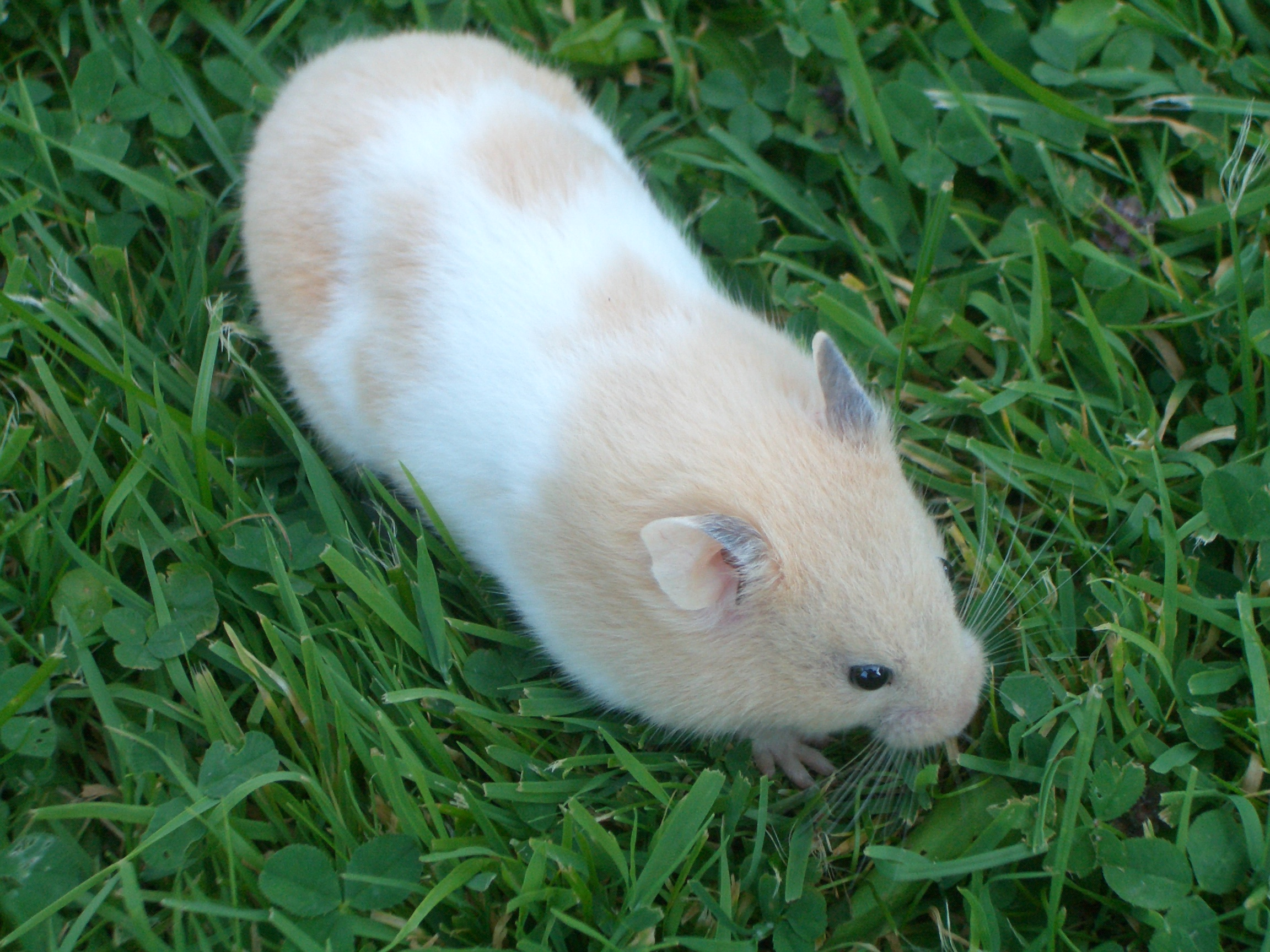
Chomiczek syryjski (Mesocricetus auratus) jest zaliczany do hibernatorów fakultatywnych

Hibernacja naturalna, hibernacja – fizjologiczny stan organizmu, o charakterze przystosowawczym, polegający na wyłączeniu termoregulacji, znacznym spowolnieniu procesów życiowych i obniżeniu temperatury ciała, zwiększający tolerancję organizmu wobec niesprzyjających warunków środowiskowych. Organizmy zdolne do przechodzenia w stan hibernacji nazywane są hibernatorami.

## Terminologia
Zdolność do hibernacji rozwinęła się niezależnie u przedstawicieli różnych grup systematycznych i osiąga różny stopień. Z tego powodu niektóre jej formy bywają różnie nazywane, a granice pomiędzy tymi formami są przedmiotem naukowej debaty. W odniesieniu do zwierząt hibernujących zimą często zamiennie używane są określenia: sen zimowy, spoczynek zimowy lub letarg zimowy. W czasie spoczynku niektórych gatunków nie następuje jednak wyłączenie termoregulacji, temperatura ciała spada nieznacznie, chociaż zwierzęta te nie opuszczają swoich zimowych kryjówek i nie pobierają pokarmu.
Zbliżonymi do hibernacji stanami odrętwienia są torpor i estywacja, określana też jako sen letni.
W literaturze anglojęzycznej stan hibernacji utożsamiany jest często ze stanem torporu, przy czym rozróżniane są dwie jego formy: krótka, nazywana torporem dziennym, oraz długa – nazywana torporem wydłużonym lub hibernacją.

## Strategie przetrwania
Hibernacja jest strategią pozwalającą uniknąć energochłonnego, szybkiego tempa metabolizmu niezbędnego do utrzymania stałej temperatury ciała. Jest to precyzyjnie regulowany i kontrolowany stan fizjologiczny. Hibernatorami są w większości zwierzęta drobne, charakteryzujące się wysokim metabolizmem, u których utrzymanie stałej temperatury ciała przy jednoczesnym niedoborze pokarmu jest zbyt kosztowne energetycznie.
Podstawową strategią większości zwierząt hibernujących jest wyszukanie odpowiedniej kryjówki (hibernakulum), w której temperatura otoczenia nie spada znacznie poniżej 0 °C, zachowana zostaje odpowiednia wilgotność, a zwierzę ukryte jest przed drapieżnikami. Innym sposobem ochrony przed zamarznięciem jest obniżenie punktu zamarzania poprzez zwiększenie stężenia glicerolu lub wytworzenie specjalnych białek zapobiegających powstawaniu kryształków lodu w tkance lub je regulujących.

## Fizjologia
Szczególną cechą hibernacji jest wyłączenie termoregulacji. Bodźcem zewnętrznym prowokującym proces zmian jest – przede wszystkim – obniżenie temperatury otoczenia. Temperatura progowa jest różna dla poszczególnych gatunków. Powyżej temperatury progowej hibernacja nie może nastąpić. W organizmie zwierzęcia następuje wiele zmian hormonalnych. Wchodzenie w stan hibernacji charakteryzuje się m.in.:
- znacznym spadkiem metabolizmu,
- spowolnieniem akcji serca do kilku uderzeń na minutę,
- zwężeniem naczyń krwionośnych,
- spowolnieniem tempa oddychania do wystąpienia bezdechu włącznie,
- spadkiem zużycia tlenu,
- znacznym obniżeniem temperatury ciała, często do temperatury nieznacznie wyższej od temperatury środowiska,
- spadkiem aktywności mózgu,
- obniżeniem pobudliwości nerwowej, co objawia się odrętwieniem ciała i nikłą reakcją na bodźce zewnętrzne.

W hibernacji typowej dla ssaków temperatura ciała spada do około 5 °C na okres kilku do kilkunastu tygodni, co jest warunkiem przetrwania bez pobierania pokarmu. Energia do życia jest czerpana z zapasów tłuszczu nagromadzonego w tym celu. Ssaki wytworzyły charakterystyczne dla nich gruczoły snu zimowego, czyli brunatną tkankę tłuszczową gromadzącą tłuszcz o dużej wartości energetycznej. Zawarta w niej energia jest wykorzystywana do szybkiego ogrzania ciała w czasie wybudzania – gdy temperatura otoczenia przekroczy wartość progową. Gdy temperatura otoczenia się podnosi, zwierzę powraca do zwykłej aktywności, natomiast spadek temperatury poniżej 0 °C groziłby zamarznięciem – dlatego też zwierzę zwiększa tempo metabolizmu, by utrzymać temperaturę swego ciała na poziomie nieco powyżej 0 °C bądź wybudza się, aby uzupełnić zapas tłuszczu lub zmienić kryjówkę. Wybudzenie może nastąpić również pod wpływem innych silnych bodźców zewnętrznych. Niektóre ze ssaków (np. suseł arktyczny) są w stanie utrzymywać obniżoną temperaturę ciała w trakcie hibernacji na poziomie poniżej 0 °C (u susła arktycznego jest to –2,9 °C).

## Rodzaje hibernacji
Wyróżniane są dwa rodzaje hibernacji naturalnej: obligatoryjna i fakultatywna, wywoływana przez czynniki środowiskowe.

## Zwierzęta hibernujące

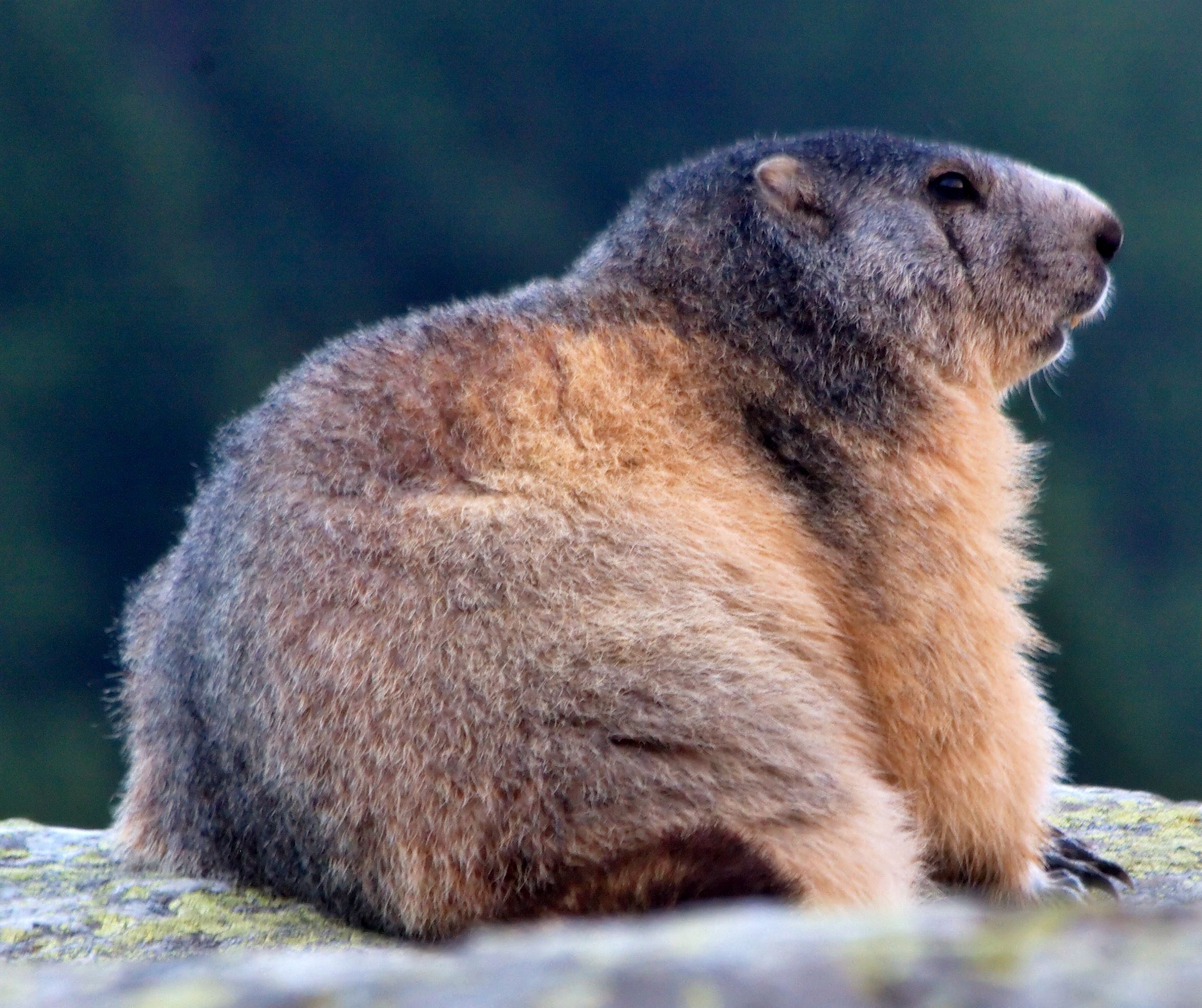
Przed wejściem w okres hibernacji świstak mocno tyje

Wśród zwierząt hibernujących są gatunki m.in. płazów, gadów i kilku rzędów ssaków – stekowców (kolczatka), torbaczy (oposy karłowate), szczerbaków, owadożernych (jeże), gryzoni (chomiki, susły), drapieżnych (niedźwiedź, borsuk), wiele gatunków nietoperzy i kilka gatunków naczelnych (lemury). Stan hibernacji u owadów określany jest jako diapauza – przechodzą go zwykle ich jaja, larwy lub poczwarki.
Oprócz licznych gatunków ssaków z sezonowej hibernacji znany jest tylko jeden gatunek ptaka – lelek zimowy. Kilka gatunków kolibrów, jerzyków i czepigi z rodzaju Colius zapada w zbliżony do hibernacji stan torporu.